# Цігелне (Немакщяйське староство)
Цігелне (Cigelnė) — хутір у Литві, Расейняйський район, Немакщяйське староство, знаходиться за 6 км від села Немакщяй. У 1970-х роках в Цігелне проживало 10 людей. 2001 року на хуторі ніхто не проживав.

## Принагідно
- Гугл-мапа

| Литва | Це незавершена стаття з географії Литви. Ви можете допомогти проєкту, виправивши або дописавши її. |